# Epimetheus (měsíc)
Epimetheus je měsíc planety Saturn. Objeven byl roku 1966 a objevitelem se stal Richard Walker. Byl pojmenován po Titánovi Epiméthovi. Doba jednoho oběhu kolem planety měsíci trvá 0,6942 dne a stejnou dobu potřebuje i měsíc na jednu otáčku kolem vlastní osy. Kolem Saturnu prolétá rychlosti 15,87 km/s. Epimetheus má slabé magnetické pole, které je rovno 15,7 Vo. Epimetheus obíhá kolem Saturnu po téměř identické oběžné dráze jako Janus. Jejich dráhy dělí pouhých 50 km. Jednou za čtyři roky se k sobě natolik přiblíží, že se vnitřní měsíc díky vzájemné přitažlivosti urychlí a putuje na vyšší oběžnou dráhu, vnější měsíc se naopak zpomalí a putuje na nižší oběžnou dráhu.

## Galerie

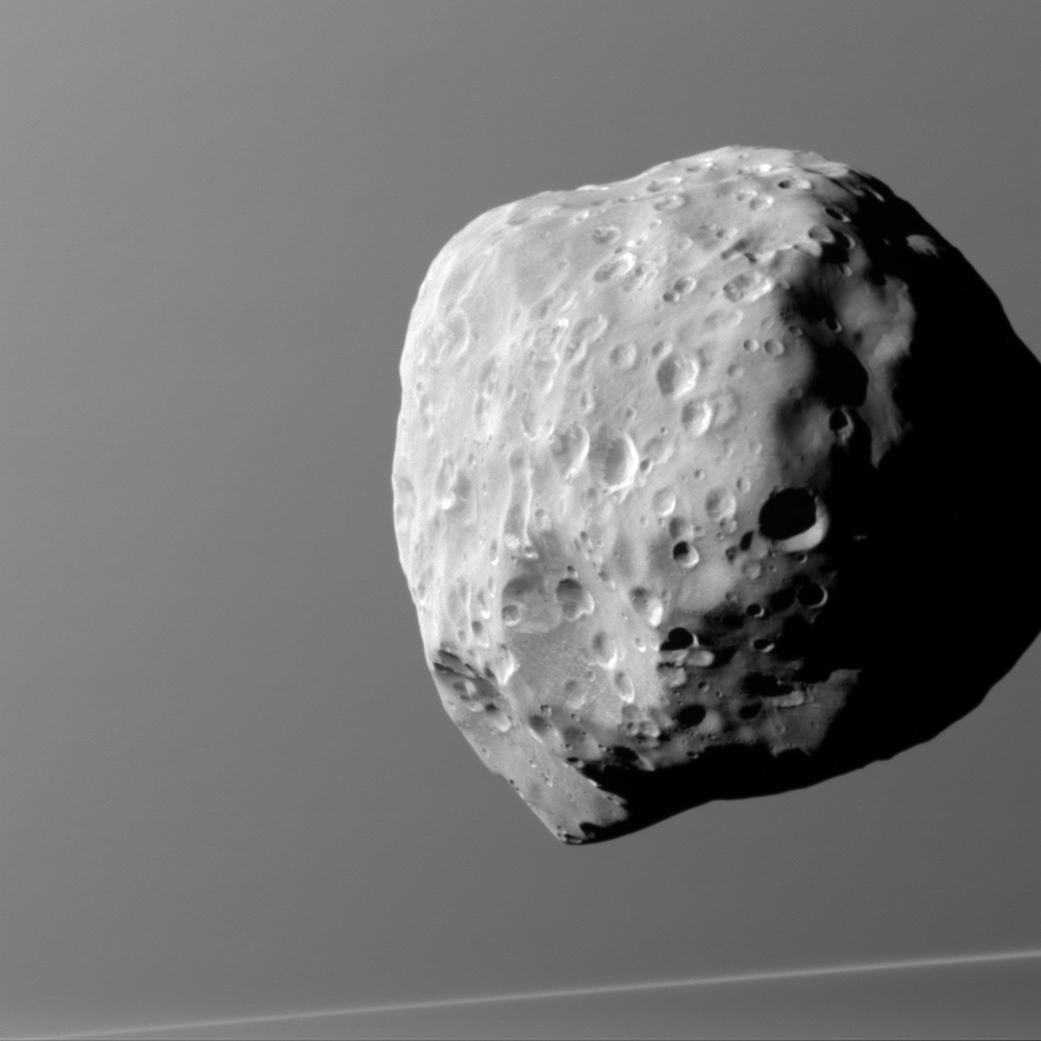
Epimetheus (2016)
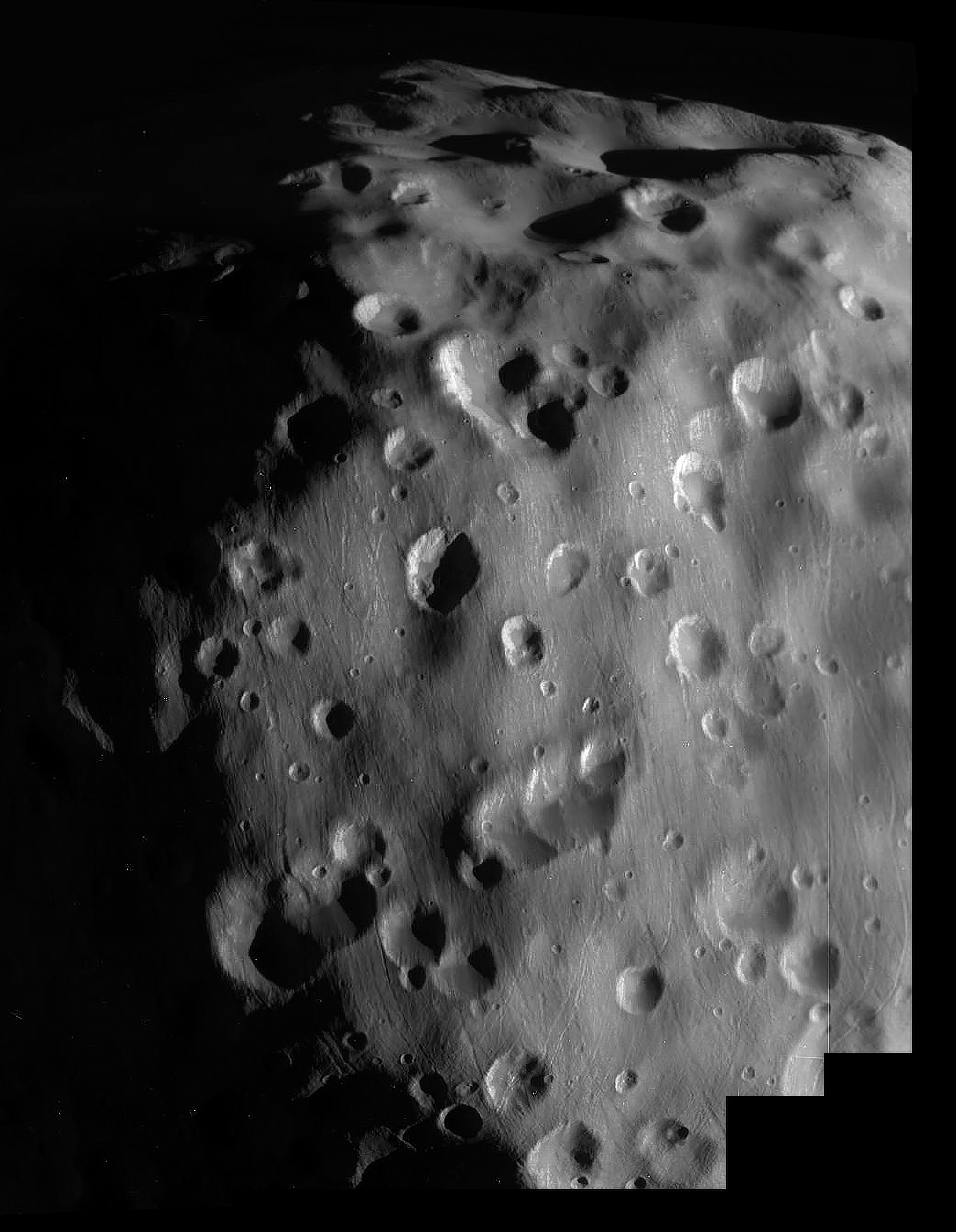
Detail povrchu (2017)
Oběžné dráhy Epimethea a Janusu
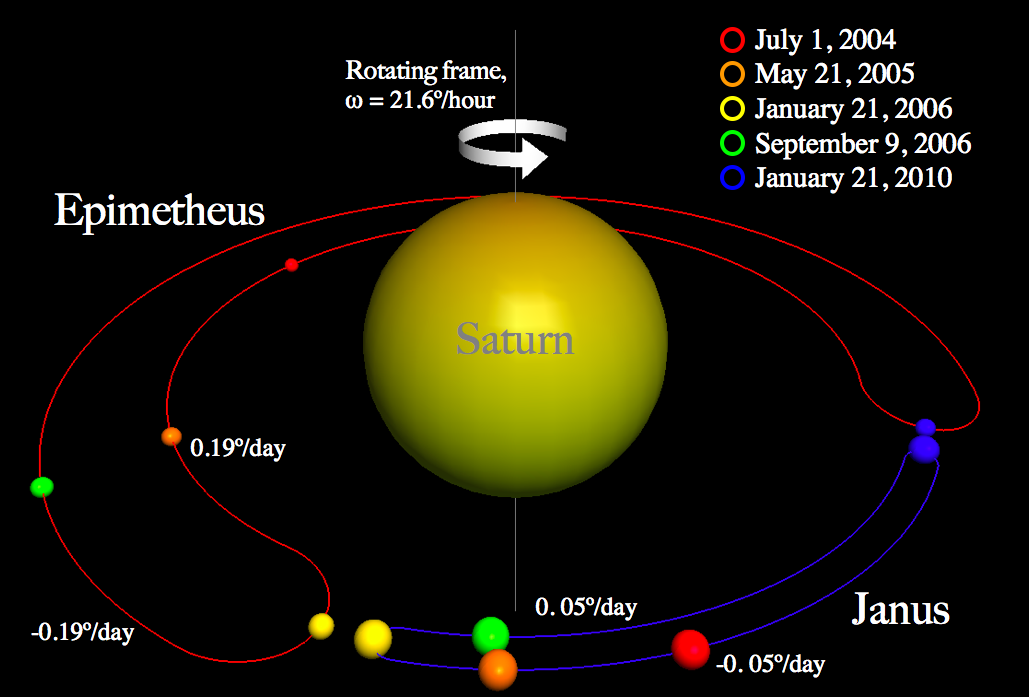
Interakce Epimethea a Janusu
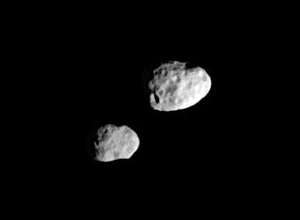
Epimetheus (níže vlevo) a Janus